# Ardito (Vorname)
Ardito ist ein männlicher Vorname.

## Herkunft und Bedeutung
Der Name ist italienischen Ursprungs und abgeleitet vom mittelalterlichen italienischen ardito („kühn“, „mutig“).

## Bekannte Namensträger
- Ardito Desio (1897–2001), italienischer Entdecker, Bergsteiger, Geologe und Kartograf